# Cupaniopsis tomentella
Cupaniopsis tomentella là một loài thực vật có hoa trong họ Bồ hòn. Loài này được (F.Muell. ex Benth.) S.T.Reynolds mô tả khoa học đầu tiên năm 1984.